# Hármas-hegyi-eresz
A Hármas-hegyi-eresz barlangrom, amely a Tihanyi-félszigeten, a Balaton-felvidéki Nemzeti Park területén található.

## Leírás
Az Aranyház DK-i szomszédságában lévő forráskúpban, nagyjából 182 m tengerszint feletti magasságban helyezkedik el.
Az eresz voltaképp csak barlangtorzó. Régi kőbánya bontotta le befoglaló kőzetének java részét. Előterében gyűrű formájú perem, közepén 1 m-es bemélyedéssel jelzi az egykori barlang helyét, melynek csak szerény maradványa a jelenlegi eresz. Frontja 3 m széles, 1,4 m magas. Befelé 2 m-ig tart, térfogata 5 m³.
Falát üreges hidrokvarcit alkotja, amelyben szép, oldásos üstök láthatók. Alja köves törmelék. Előterének feltárása valószínűleg a forráskürtőt tenné hozzáférhetővé. Ily torzó formájában jelentéktelen kis üreg.
1983-ban volt először Hármas-hegyi-eresznek nevezve a barlangrom az irodalmában. Előfordul az üreg az irodalomban Hármas-hegyi-gejzirüreg (Eszterhás 1984) és Hármas-hegyi-gejzírüreg (Eszterhás 1987) neveken is.

## Kutatástörténet
1983-as barlangkataszterező útján Eszterhás István mérte fel az üreget. Az 1984-ben kiadott, Lista a Bakony barlangjairól című összeállításban Hármas-hegyi-eresz a 4463-as barlangkataszteri területen, a Tihanyi-félszigeten, Tihanyban lévő üreg neve, amelynek másik neve Hármas-hegyi-gejzirüreg. A posztvulkánikus üreg részben le van fejtve, 2×3 m-es és 1,5 m magas.
Az Eszterhás István által 1989-ben írt, Magyarország nemkarsztos barlangjainak listája című kéziratban az olvasható, hogy a Bakony hegységben, a 4463-as barlangkataszteri területen, Tihanyban lévő Hármas-hegyi-eresz barlangtorzó. Gejziritben alakult ki, 2 m hosszú és 1 m magas a barlangtorzó. A listában meg van említve az a Magyarországon, nem karsztkőzetben kialakult, létrehozott 220 objektum (203 barlang és 17 mesterséges üreg), amelyek 1989. év végéig váltak ismertté. Magyarországon 40 barlang keletkezett gejziritben. Az összeállítás szerint Kordos László 1984-ben kiadott barlanglistájában fel van sorolva 119 olyan barlang is, amelyek nem karsztkőzetben jöttek létre.
Az Eszterhás István által 1993-ban írt, Magyarország nemkarsztos barlangjainak lajstroma című kéziratban meg van említve, hogy a Bakony hegységben, a 4463-as barlangkataszteri területen, Tihanyban helyezkedik el a Hármas-hegyi-eresz. A gejziritben keletkezett barlangtorzó 2 m hosszú és 1 m magas. Az összeállításban fel van sorolva az a Magyarországon, nem karsztkőzetben kialakult, létrehozott 520 objektum (478 barlang és 42 mesterséges üreg), amelyek 1993 végéig ismertté váltak. Magyarországon 40 barlang, illetve mesterségesen létrehozott, barlangnak nevezett üreg alakult ki, lett kialakítva gejziritben. A Bakony hegységben 123 barlang jött létre nem karsztkőzetben. A 2001. november 12-én készült, Magyarország nemkarsztos barlangjainak irodalomjegyzéke című kézirat barlangnévmutatójában szerepel a Hármas-hegyi-eresz. A barlangnévmutatóban fel van sorolva 8 irodalmi mű, amelyek foglalkoznak a rombarlanggal.

## További irodalom
- Eszterhás István: A Tihanyi-félsziget barlangkatasztere. Kézirat, 1984. (A kézirat megtalálható a Magyar Karszt- és Barlangkutató Társulat Adattárában és a KvVM Barlang- és Földtani Osztályon.) (Néhány oldallal és fényképpel bővebb, mint az 1987-es nyomtatott változat.)
- Eszterhás István: A Bakony nemkarsztos barlangjainak genotipusai és kataszteri jegyzéke. Kézirat. Budapest, 1986. Szerződéses munka az Országos Környezet- és Természetvédelmi Hivatalnak.